# Cortland County
Cortland County je okres ve státě New York ve Spojených státech amerických. K roku 2010 zde žilo 49 336 obyvatel. Správním městem okresu je Cortland. Celková rozloha okresu činí 1 300 km².